# Microlepia paucipinnata
Microlepia paucipinnata là một loài thực vật có mạch trong họ Dennstaedtiaceae. Loài này được B.S. Wang miêu tả khoa học đầu tiên năm 1961.